# Bloc Català
Bloc Català (traducido al castellamo: Bloque Catalán) fue un partido autonomista francés promovido por Convergència Democràtica de Catalunya (CDC) con el objetivo de agrupar bajo unas siglas comunes a las diversas formaciones catalanistas minoritarias existentes en el departamento de Pirineos Orientales.
Fundado en otoño de 2001, con sede en Perpiñán, el nuevo partido se originó a partir de la fusión de dos partidos previos, Unitat Catalana (UC), vinculado a CDC, y el Partit per Catalunya (PPC), organización afín al Partit per la Independència de Àngel Colom. Tuvo como secretario general a Jaime Vera. El nuevo partido se definía catalanista y autonomista y reclamaba la formación de una región propia con estatuto reconocido dentro de la República Francesa. Descrito como autonomista y considerado un partido regionalista de «pequeño tamaño» y «minoritario», en las elecciones regionales de 2004 obtuvo por ejemplo sólo un 1,3% de los votos.  Su formación fue considerada «la primera y única experiencia unitaria del catalanismo político» en el departamento de los Pirineos Orientales. Entre sus principales objetivos se encontraba el cambio de denominación de «Pyrénées Orientales» por «Catalogne Nord».
Un discurso pronunciado por Artur Mas en Perpiñán en marzo de 2002 en el que, según fuentes de CDC, manifestó «su apoyo al partido autonomista Bloc Català, mostrando su deseo de que recorriera el mismo camino que Cataluña para conseguir la autonomía», provocó una demanda de información al Gobierno de Cataluña por parte del consulado general de Francia en Barcelona.
Desapareció en 2006, para dar lugar a Convergence Démocratique de Catalogne, una federación francesa de Convergència.